# Totally Wired
«Totally Wired» — шестой сингл британской рок-группы The Fall, записанный в рочдейлской Cargo Studios в июле и выпущенный в сентябре 1980 года лейблом Rough Trade Records (RT056) с «Putta Block» на обороте.
Сингл «Totally Wired» поднялся в сентябре 1980 года до #2 в UK Indie Charts и продержался в Top 50 23 недели. Песня «Totally Wired» заняла 21 место в итоговом списке лучших песен 1980 года Джона Пила (The Festive 50).

## История
«Totally Wired» вошла в список «1001 лучших песен всех времён» Тоби Кресвелла. «Если бы химические соединения могли производить шум, именно так звучал бы сульфат амфетаминов», — такую характеристику песне даёт автор. Отмечалось, впрочем, что студийная версия звучит вяло в сравнении с концертной, включенной в альбом A Part of America Therein.
«Totally Wired» вошёл также в список 40 лучших синглов Rough Trade, опубликованном Allmusic. Рецезент Дэвид Джеффрис назвал его «фолловским 'My Generation'» и отнёс к числу панк-классики. Песня дала заголовок и компиляции лейбла: Totally Wired: The Rough Trade Anthology (2002).

## Отзывы критики
Дэнни Бейкер в New Musical Express от 6 сентября 1980 года назвал сингл «уродливым и ужасно спродюсированным»; качественная работа бас-гитариста здесь, по его мнению, была сведена на нет плоским звуком.. Этот же рецензент выразил мнение, что у подобных многословных произведений, выпускаемых синглами, нет аудитории, потому что «мы живём в веке факта, а не мнения».
Впоследствии оценка сингла изменилась; критики стали считать его одним из основных в истории группы. «The Fall приобрели репутацию самой ненормальной группы Британии, и <песне> Totally Wired они во многом этим обязаны», — отметил Том Магиннис (Allmusic), назвавший её, возможно, «самым накофеиненным фрагментом в музыкальной истории».

## Список композиций
Сторона 1
- «Totally Wired» (Riley/Scanlon/Smith) 3:25

Сторона 2
- « Putta Block» (Riley/Scanlon/S Hanley/ P Hanley/Smith) 2:20

## Издания
В Австралии и Новой Зеландии оригинальный сингл вышел в 1980 году на Gap Records (SRT405) без центральной круговой прорези в конверте (с серебристым шрифтом на чёрном лейбле).
Оригинальные сингловые версии издавались на альбомах:
- Grotesque (After the Gramme) (1998 Castle, 2004 Sanctuary, 2004 Earmark LP, оба трека)
- Palace Of Swords Reversed (оба трека)
- The Collection (трек 1)
- Psykick Dance Hall (трек 1)
- Totally Wired — The Rough Trade Anthology (трек 1)
- The Rough Trade Singles Collection (оба трека)
- 50,000 Fall Fans Can't Be Wrong (трек 1)
- The Fall Box Set 1976—2007 (трек 1)

## Состав участников
| - Марк Э. Смит — вокал - Крэйг Скэнлон — гитара - Пол Хэнли — ударные - Марк Райли — гитара, вокал - Стив Хэнли — бас-гитара | - Джон Брирли (John Brierley) и Кэй Кэрролл — продюсеры |  |

## Видео
- Totally Wired Архивная копия от 9 января 2017 на Wayback Machine, The Fall, Нью-Йорк, 1981. DVD Perverted by Language.